# Holomelaena anomistis
Holomelaena anomistis là một loài bướm đêm trong họ Noctuidae.